# Поваренних Олександр Сергійович
Олександр Сергійович Поваренних (рос. Александр Сергеевич Поваренных; 3 лютого 1915, Петроград — 4 березня 1986) — український вчений в галузі мінералогії і кристалохімії, філософських проблем
природознавства, доктор геолого-мінералогічних наук (1957), професор, член-кореспондент АН УРСР (1969), академік АН УРСР (1973), Заслужений діяч науки і техніки України (1975). Завідувач відділу мінералогії і кристалохімії Інституту геологічних наук (1960), а з 1969 року — Інституту геохімії і фізики мінералів АН УРСР. Почесний член Всесоюзного і Українського мінералогічного товариств, дійсний член мінералогічних товариств Великої Британії і Ірландії, Франції, Італії, США і Канади, Японії, НДР і ПНР. Лауреат Державної премії УРСР в галузі науки і техніки (1983) та премії імені В. І. Вернадського АН України (1975).

## Біографія
Народився 3 лютого 1915 року у місті Петрограді. У 1932 році поступив до Ташкентського геологорозвідувального технікуму, а у 1935 році — на гірничий факультет Середньоазіатського індустріального інституту, який успішно закінчив у 1940 році. В роки радянсько-німецької війни воював на Ленінградському фронті. Після закінчення війни навчався в аспірантурі Ленінградського гірничого інституту під керівництвом професора Д. П. Григор'єва.
До 1960 року працював доцентом і професором у Криворізькому гірничорудному інституті, де у 1957 році захистив докторську дисертацію. У 1960 році переїхав до Києва і весь час працював завідувачем відділу спочатку і Інституті геологічних наук, а потім в Інституті геохімії і фізики мінералів АН УРСР.
Основні проблеми мінералогії вчений розглядав з позицій динамічності кристалографії. Він узагальнив і проаналізував величезний експериментальний і теоретичний матеріал по мінералогії, на підставі якого опрацював новітню теорію кристалохімії мінералів. Одержані результати опубліковані
в його монографії «Кристаллохимическая классификация минеральных видов» (1966), яку було видано також у США. За цю роботу А. С. Поваренних
був удостоєний премії імені В. І. Вернадського.

Могила Олександра Поваренних

Вчений глибоко дослідив і опрацював кристалохімічну теорію однієї з найважливіших властивостей мінералів — міцності, і одержав головну її формулу. Розглянув також інші властивості мінералів та їх залежність від конституційних особливостей мінералу.
О. С. Поваренних багато уваги приділяв вивченню коливальних спектрів кристалів, головним чином мінералів. Він запропонував універсальне рівняння для визначення силової константи. Воно дозволяє широко використовувати методи інфрачервоної спектроскопії для вирішення важливих задач, починаючи з теоретичних проблем і ранньої діагностики мінералів і закінчуючи виявленням типоморфних
ознак й розробкою генетичної мінералогії. Своє бачення майбутнього у вивченні мінеральної речовини вчений виклав у книзі «Минералогия: прошлое, настоящее и будущее» (1985).
Помер 4 березня 1986 року. Похований у Києві на Байковому кладовищі.